# Dispara (álbum)
Dispara es el tercer álbum de estudio del cantautor, compositor y músico uruguayo radicado en Chile, Gonzalo Yáñez.
Tiene tres canciones de su disco homónimo («Volvemos a Caer», «No me lo pidas» y «A mis 20»), que fueron adaptadas especialmente para este disco, cinco de su álbum De ida y vuelta  («Sé», «Lo mejor para los dos», «Me hiciste pagar»,  «Muerto» y «De ida y vuelta») y cuatro canciones nuevas, como «Déjà Vu», «Encadenado», «Para no volver» y la homónima «Dispara».
La canción «Dispara» se lanzó a mediados de 2008. A esta le siguió «Deja Vu», como segundo sencillo, cuyo videoclip contó con la colaboración de su amigo Jorge González. «Encadenado» fue el tercer sencillo, cuyo clip contó con la colaboración de integrantes de El Club de la Comedia. El cuarto sencillo fue «Para no volver» que quedó sin videoclip.

## Lista de canciones
Todas las canciones escritas y compuestas por Gonzalo Yáñez. 
| N.º   | Título                  | Duración |  |
| 1.    | «Dispara»               | 3:36     |  |
| 2.    | «Deja Vu»               | 3:22     |  |
| 3.    | «No me lo Pidas»        | 4:20     |  |
| 4.    | «Volvemos a caer»       | 3:50     |  |
| 5.    | «Sé»                    | 3:10     |  |
| 6.    | «Me hiciste paga»       | 3:08     |  |
| 7.    | «Lo mejor para los dos» | 4:24     |  |
| 8.    | «Para no volver»        | 4:01     |  |
| 9.    | «Encadenado»            | 4:46     |  |
| 10.   | «De ida y vuelta»       | 3:34     |  |
| 11.   | «A mis 20»              | 3:43     |  |
| 12.   | «Muerto»                | 2:16     |  |
| 42:01 |                         |          |  |

## Sencillos
- Dispara, 2008
- Deja Vu, 2008
- Encadenado, 2009
- Para no volver, 2010

- Datos: Q16303105